# Crime
Pour les articles homonymes, voir Crime (homonymie) et Criminel (film, 1932).
Pour les articles ayant des titres homophones, voir Cream, CRIM et Krim.
Un crime est une violation grave du droit. D'une manière générale, il s'agit d'un acte considéré comme injuste par la législation, pour lequel elle prévoit une punition.
La criminologie est le domaine d’étude qui s’intéresse à définir la criminalité. La criminalistique est un savoir policier visant à trouver un coupable.
Dans la classification issue du droit français, telle qu'utilisée dans la plupart des systèmes de droit pénal européen, le crime constitue la forme la plus sévère d'infraction et, à cet égard, se distingue du délit et de la contravention, qui sanctionnent des infractions moins graves.
Les crimes punis par la peine de mort s'appellent crimes capitaux.

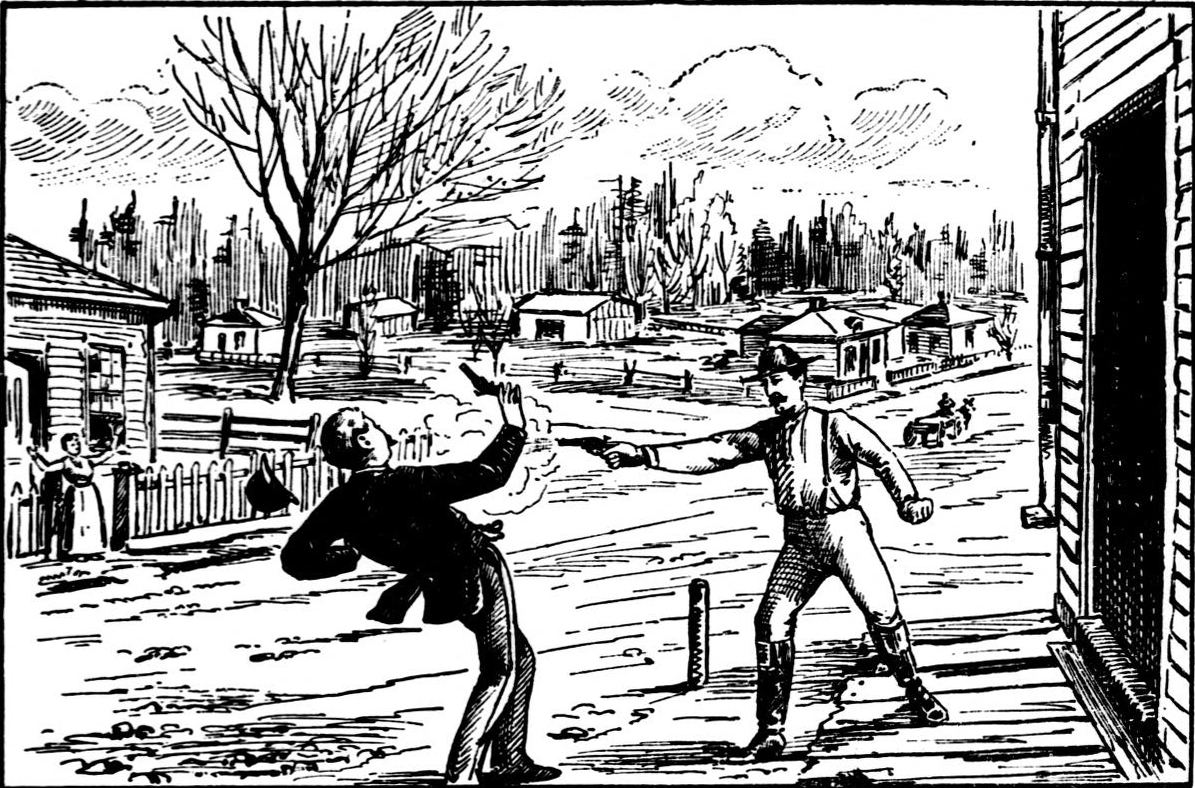
Le hors-la-loi canadien Donald Morrison tue le constable spécial Jack Warren en 1888 (gravure publiée en 1892).

## Terminologie
Le terme provient du latin crimen, qui signifie en latin classique « l’accusation » ou le « chef d’accusation » puis, en bas latin, « faute » ou « souillure ».
En anglais courant, le mot « crime » est un faux-ami ; il désigne toutes les infractions à la loi en général, même les plus mineures. Les infractions d'une gravité comparable à celles désignées par le mot en français seront plutôt qualifiées de « felony », et leur auteur, qualifié de « felon », aux États-Unis en particulier.

## Diversité dans les traditions juridiques
Dans les traditions romanistes et de common law, le crime est une notion de droit pénal.

### En droit pénal international
Les principes de Nuremberg de 1950, sans valeur positive, formulent trois catégories de crimes de droit pénal international :
1. Crime de guerre ;
2. Crime contre la paix ;
3. Crime contre l’humanité.

Le crime d’agression est une nouvelle catégorie de crime de droit international. Cependant, sa définition précise n’a pas encore été formulée par le Statut de Rome de 1998. Par conséquent, ce type de crime demeure en suspens.
La Cour pénale internationale (CPI) est un organe principal de l’Organisation des Nations unies et seule compétente, depuis 2002, pour juger les crimes de droit international commis par des individus citoyens d’un État membre. Alors que plusieurs conventions internationales furent adoptées par différents pays, telles la Convention pour la prévention et la répression du crime de génocide, divers organismes furent mis sur pied par la communauté internationale afin de prévenir les crimes d’envergure mondiale, notamment l’Office des Nations unies contre la drogue et le crime, l’Organe international de contrôle des stupéfiants et Interpol.

### Canada
Dans le Code criminel, il existe deux catégories d'infractions criminelles : l'acte criminel et l'infraction punissable sur déclaration de culpabilité par procédure sommaire.
Sur l'échelle de la gravité des infractions du Code criminel, il y a trois regroupements d'infractions : les actes criminels purs, les infraction hybrides et les infractions sommaires.

### France
En droit pénal français, le crime est l'une des trois classifications d'infractions qui se distingue du délit et de la contravention selon le degré de gravité de l'infraction commise. Le code pénal français qualifie ainsi de crime : le meurtre (homicide volontaire non prémédité), l'assassinat (homicide volontaire prémédité), mais aussi d'autres infractions pénales telles que le viol.
Le crime se détermine par sa sanction et plus précisément par la peine encourue qui est de plus de dix ans de réclusion criminelle pour les crimes de droit commun et de plus de dix ans de détention criminelle pour les crimes politiques selon l'article 131-1 du code pénal français.
La personne suspectée d'avoir commis un crime est jugée en cour d'assises.
L'avortement a longtemps été considéré comme un crime en France, jusqu'en 1920. Cependant, l'avortement a été correctionnalisé en 1923, parce que les Cours d'Assises acquittaient souvent les accusés.

### Suisse
En Suisse, les infractions pénales sont classées en trois niveaux de gravité (articles 10 et 103 du Code pénal suisse) :
- contravention : infraction passible d'une amende ;
- délit : infraction pénale passible d'une peine privative de liberté de moins de trois ans ;
- crime : infraction pénale passible d'une peine privative de liberté de plus de trois ans.

### Common law
Dans les juridictions de common law (ex. : Canada, États-Unis, Australie, Nouvelle-Zélande, Irlande, Royaume-Uni, Inde), les infractions criminelles sont classifiées en deux catégories distinctes : l’acte criminel (indictable offence), qui constitue l'infraction dont le degré de gravité est le plus élevé, et l'infraction punissable sur déclaration de culpabilité par procédure sommaire (summary offence). De plus, certaines juridictions acceptent des infractions mixtes (hybrid offence), c'est-à-dire des infractions criminelles pour lesquelles la procédure peut être adaptée à la discrétion d'un procureur, ou d'un tribunal, et qui peuvent donc être traitées comme des actes criminels ou des infractions punissables sur déclaration de culpabilité par procédure sommaire.
Bien que la procédure de mise en accusation (indictment) pour l'acte criminel ainsi que la voie sommaire soient similaires dans tous les cas, les termes « felony » (félonie) et « misdemeanor » (méfait) sont toutefois encore utilisés aux États-Unis pour définir, respectivement, les deux types d'infractions criminelles, les autres juridictions de common law ayant pour leur part modifié et normalisé leur terminologie.
Dans les situations qui ne constituent pas des infractions criminelles au sens strict du terme, ces dernières seront distinguées des infractions mineures (infraction ou petty offence). Celles-ci seront sanctionnées par voie de brefs (writ), à savoir par des contraventions directes (summons, ou communément ticket) ou des citations à comparaître (subpoena), selon l'infraction. Les peines infligées pour des infractions mineures peuvent varier de l'emprisonnement aux dommages-intérêts, mais sont généralement moins importantes que celles des infractions criminelles.

#### Juridictions compétentes
Là où l'assemblée législative d'une juridiction n'a pas expressément édicté des dispositions à l'effet de créer un tribunal ayant compétence pour statuer sur une cause portant sur un type d'infraction criminelle, seules les cours supérieures, ou de compétence générale, ont le pouvoir de se prononcer dans une poursuite au criminel. Autrement dit, les tribunaux définis par leur juridiction comme étant des cours supérieures ont le pouvoir inhérent de jugement dans un procès pour une infraction criminelle. Alors que les cours inférieures, ou de compétence limitée, doivent se restreindre aux pouvoirs qui leur sont dévolus de façon expresse par la législature qui les a créées. Par leur compétence générale et leur pouvoir inhérent de juger sur toute matière criminelle, chaque ressort territorial ne possède qu'un seul tribunal défini comme étant une cour supérieure ; les autres tribunaux (de première instance ou d'appel) sont des cours inférieures.
Des exemples de tribunaux ayant pouvoir inhérent de jugement dans une poursuite au criminel comprennent : la Cour suprême de l'État de New York (Supreme Court of the State of New York), les Cours supérieures de la Californie, les Cours supérieures de l'Arizona, la Cour suprême du Canada, la Cour supérieure du Québec, la Cour supérieure de justice de l'Ontario, la Cour du banc de la reine du Manitoba, la Cour fédérale de l'Australie (Federal Court of Australia), la Cour suprême de l'Australie du Sud (Supreme Court of South Australia), la section du banc de la reine du tribunal de première instance du Royaume-Uni (Queen's Bench Division of the High Court of Justice), etc.
Des exemples de tribunaux ayant une compétence limitée dans un procès pour une infraction criminelle comprennent : la Cour du Québec, la Cour de justice de l'Ontario, la Cour provinciale de la Nouvelle-Écosse (Provincial Court of Nova Scotia), les cours fédérales des États-Unis, la Cour des magistrats de Tasmanie (Magistrates' Court of Tasmania), etc.
D'autre part, dans une poursuite au criminel, les tribunaux d'un pays peuvent, là où il n'existe aucun précédent ou là où la procédure est ambiguë, s'appuyer sur les jugements des autres tribunaux de common law dans le monde en rapportant les points pertinents à leurs causes. Les tribunaux ont par ailleurs recours à ce principe lorsqu'ils fondent leurs interprétations juridiques sur les écrits de William Blackstone dans son manifeste sur les lois de l'Angleterre (Commentaries on the Laws of England).

## En criminologie
La criminologie classe les crimes selon leur nature juridique, les moyens utilisés, leur cible et le nombre de victimes réelles ou potentielles en catégories distinctes : les crimes avec usage de la force, les crimes contre la propriété, les crimes contre l'ordre public, les crimes haineux, les crimes contre l'État, les crimes contre la justice, les crimes environnementaux et les crimes non parfaits.
- Crimes avec usage de la force : ce sont surtout les crimes dirigés directement vers une personne, mais aussi les infractions associées à des menaces d'usage de la force, et donc tous les crimes dans lesquels la violence est le moyen servant à la perpétration de l'acte, le but, tels que les agressions, certains crimes sexuels[6], la torture…

- Crimes contre la propriété : ils incluent les infractions de transfert illégitime de propriété ou actes de détérioration sur des biens monétaires, mobiliers ou immobiliers. Cette catégorie n'intègre pas les crimes où une force ou des menaces sont utilisées contre une victime (par exemple, le vol qualifié est classé dans les crimes avec usage de la force contrairement au vol à l'étalage et au vol avec effraction).

- Crimes contre l'ordre public : ils comprennent les infractions qui désorganisent le déroulement normal de la vie publique et de la société, ou visant à empêcher la société de fonctionner efficacement. Les émeutes et les actes contraires aux bonnes mœurs en sont des exemples. Dans un État non-laïc, ou sans séparation claire entre les Églises et l'État, une catégorie de « crimes religieux » apparaît (Montesquieu citait ainsi autrefois « l'impiété, le blasphème, les sacrilèges »). En présence d'une Religion d'État, un glissement vers le crime contre l’État peut apparaître.

- Crimes haineux : « motivés par la haine d'un groupe particulier »[7], ils visent un groupe de personnes ou des biens matériels leur appartenant ou symboliques, en fonction de leur identité réelle ou présupposée (sexe, origine ethnique, géographique ou sociale, religion, sexualité, situation d'immigré ou réfugié, etc.). À grande échelle quand leur motivation est raciste, ils aboutissent à l'apartheid, aux pogroms ou au génocide.

- Crimes contre l'État : ce sont les infractions visant à tromper ou détruire un gouvernement, dont l'évasion fiscale et certaines formes de corruption ou de trahison (ex : crimes contre-révolutionnaires en Chine[8]).

- Crimes contre la justice : ce sont des infractions visant la justice proprement dite, cherchant à créer une injustice, ou à ralentir le processus de rétablissement de la justice. Ces infractions incluent par exemple l'entrave et le parjure.

- Crimes environnementaux (ou écocides) : locaux ou transnationaux, ils sont dirigés volontairement ou non contre les écosystèmes ou les services écosystémiques[9]. Ils relèvent du droit de l'environnement, et quand ils concernent une grande échelle éventuellement pour certains du crimes contre l'humanité[10]. Le trafic illégal de bois, d'espèces protégées animales et végétales en sont des exemples.

- Crimes de guerre : ce sont ceux qui violent les lois de la guerre[11]. On parle aussi à partir des guerres mondiales du crime contre la paix (l'une des catégories retenues au procès de Nuremberg). Les victimes en sont de plus en plus des civils.

- Crimes contre l'humanité : souvent informulables (dans le droit au moment du crime), difficilement imputables (car perpétrés par un grand nombre de personnes, avec le soutien massif de gouvernements et organisations, y compris armée, police, justice…). Ce sont des crimes dont les effets touchent des valeurs fondamentales ou des populations à vaste échelle. Le génocide en est l'exemple le plus fort.

- Crimes non parfaits : sont des conduites réputées être criminelles sans qu'aucun dommage réel soit ou ait été encouru, à condition que le dommage qui aurait été causé, dans l'éventualité où l'acte aurait été commis, en aurait été un que la loi cherche à prévenir. Cette catégorie inclut par exemple le complot, la tentative et l'incitation.

D'autre part, les crimes sont catégorisés en infractions mala in se (mot à mot : « mal en soi ») et en infractions mala prohibita (mot à mot : « mal interdit »).
- Les infractions criminelles mala in se sont des crimes qui sont généralement reconnus comme tels dans toute une juridiction, tels que le meurtre ou l'enlèvement,
- les infractions criminelles mala prohibita sont des crimes qui varient d'un endroit à l'autre à l'intérieur d'une même juridiction. Par exemple, au Canada, les lois criminelles sont de juridiction fédérale. Toutefois, en matière d'inconduite ou d'acte contraire aux bonnes mœurs, un comportement donné ne sera pas nécessairement considéré comme une infraction criminelle dans toute la juridiction étant donné les différences de normes socio-culturelles d'une région ou d'une province à l'autre ; Les sociologues constatent que dans une société ou à une époque donnée, parce que banalisés les délits les plus fréquents sont souvent sont jugés moins graves[12].

La vulnérabilité physique ou vulnérabilité psychologique de la victime (cas des crimes visant des handicapés, personnes âgées, malades, enfants…), le degré de malveillance, de perversité ou de responsabilité et dangerosité des auteurs ou encore la nature et le degré des préjudices matériels et moraux sont aussi des facteurs d'appréciation du niveau de gravité du crime.
Certains crimes liés aux « illégalismes financiers », au trafic d'influence, aux fraudes fiscales sont dits « crimes en col blanc ».

## En sociologie
D'un point de vue sociologique le crime ne se définit pas intrinsèquement comme un acte. Un crime n'est pas l'acte en lui-même, on ne devient pas criminel parce qu'on commet un acte conçu comme un crime par la loi. La sociologie étudie la façon dont certains actes sont catégorisés comme des crimes, comment l’État, la police et la justice les répriment.
Émile Durkheim donne la définition suivante du crime : « tout acte qui, à un degré quelconque, détermine contre son auteur cette réaction caractéristique qu’on nomme la peine ». Dans Les Règles de la méthode sociologique, paru en 1894, il précise cette définition : « Un acte est criminel quand il offense les états forts et définis de la conscience commune. Nous ne le réprouvons pas parce qu'il est un crime. Il est un crime parce que nous le réprouvons ».
La sociologie du crime met les normes au centre de son analyse, mais ne se contente pas d'être une sociologie de la déviance, car elle tient compte de la spécificité de la norme pénale et donc de la peine. La sociologie du crime s'articule autour d'un triptyque théorique[réf. nécessaire], elle étudie :
- le processus de criminalisation primaire, c'est-à-dire le processus de mise en place d'une norme pénale,
- la criminalisation secondaire, c'est-à-dire en d'autres termes la répression (par exemple, comment l'appareil policier et judiciaire sélectionne-t-il ses cibles ?),
- en dernier lieu le processus explicatif du passage à l'acte délictueux.

La notion de crime est historiquement indissociable de celle de la criminalité, qui est une catégorie policière construite à partir de différents processus sociaux. Pour l'illustrer, l'anthropologue Laura Nader cite Edmund Leach: « C'est un crime de tuer un voisin, un acte d'héroïsme de tuer un ennemi, mais qui est un ennemi et qui est un voisin est purement une question de définition sociale. »